# (3541) Graham
(3541) Graham est un astéroïde de la ceinture principale.

## Description
(3541) Graham est un astéroïde de la ceinture principale. Il fut découvert le 18 juin 1984 à Bickley par l'Observatoire de Perth. Il présente une orbite caractérisée par un demi-grand axe de 2,46 UA, une excentricité de 0,14 et une inclinaison de 4,0° par rapport à l'écliptique.

## Compléments